# Drew Smith

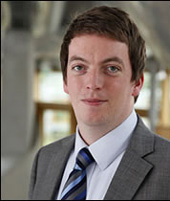
Drew Smith

Drew Smith ist ein schottischer Politiker und Mitglied der Labour Party. Smith studierte an den Universitäten von Glasgow und Aberdeen sowie an der Open University. Er lebt in Glasgow.
Zwischen 2005 und 2006 war Smith Vorsitzender der Jugendorganisation der Scottish Labour Party und war anschließend für verschiedene Labour-Abgeordnete tätig. Von 2007 bis 2010 war in den Scottish Trades Union Congress gewählt und zwischen 2008 und 2009 Vorsitzender dessen Jugendkomitees. Bei den Schottischen Parlamentswahlen 2011 trat Smith als Listenkandidat der Labour Party für die Wahlregion Glasgow an und zog neben Hanzala Malik und Anne McTaggart als einer von drei Labour-Kandidaten der Regionalliste erstmals in das Schottische Parlament ein.